# Mentheville
Mentheville település Franciaországban, Seine-Maritime megyében. Lakosainak száma 301 fő (2022. január 1.). Mentheville Annouville-Vilmesnil, Auberville-la-Renault, Bec-de-Mortagne, Bretteville-du-Grand-Caux és Tourville-les-Ifs községekkel határos.

## Népesség
A település népességének változása:
| Lakosok száma | 282  | 293  | 304  | 301  | 294  | 293  | 296  | 298  | 301  |
|               | 2013 | 2015 | 2016 | 2017 | 2018 | 2019 | 2020 | 2021 | 2022 |